# Eugen Kamber
Eugen Kamber (* 18. September 1924 in Hägendorf; † 1. März 1991 in Lutzenberg AR) war ein Schweizer Radrennfahrer und nationaler Meister im Radsport.

## Sportliche Laufbahn
Kamber war Teilnehmer der Olympischen Sommerspiele 1948 in London. Er bestritt mit dem Vierer der Schweiz die Mannschaftsverfolgung, sein Team mit Gaston Gerosa, Walter Bucher, Kamber und Hans Pfenninger belegte den 5. Platz.
1948 gewann er die nationale Meisterschaft im Sprint der Amateure. 1949 belegte er hinter Tommy Godwin den zweiten Platz im britischen Muratti-Gold Cup, einem der renommiertesten internationalen Wettbewerbe im Bahnradsport jener Zeit. Während seiner Laufbahn als Profi gelangen ihm Siege vorrangig in Kriterien und Rundstreckenrennen in der Schweiz und in Deutschland. 1952 siegte er im Grand Prix du Le Locle. 1953 gewann er aber auch die Meisterschaft von Zürich, das bedeutendste Eintagesrennen in der Schweiz. 1954 gewann er jeweils eine Etappe in der Tour de Romandie und der Tour de Suisse sowie die Vier-Kantone-Rundfahrt.